# Центральний (бахш, шагрестан Хомейн)
Центральний (перс. مركزئ) — бахш в Ірані, в шагрестані Хомейн остану Марказі. За даними перепису 2006 року, його населення становило 94106 осіб, які проживали у складі 26001 сімей.

## Дегестани
До складу бахша входять такі дегестани:
- Ашна-Хвор
- Гамзеглу
- Ґолегзан
- Ростак
- Салеган